# Obecný moment
Obecný moment je v matematické statistice jednou z charakteristik pravděpodobnostního rozdělení.
K-tý moment se označuje symbolem {\displaystyle \mu _{k}^{\prime }}.
Místo obecných momentů vyšších řádů se častěji používají centrální momenty.

## Definice
K-tý obecný moment náhodné veličiny {\displaystyle X} je definován vzorcem
{\displaystyle \mu _{k}^{\prime }=\operatorname {E} \left[X^{k}\right]}, kde E je střední hodnota náhodné veličiny.
Pro diskrétní náhodné veličiny lze psát
{\displaystyle \mu _{k}^{\prime }=\sum _{i=1}^{\infty }x_{i}^{k}p_{i}},
kde {\displaystyle p_{i}} je pravděpodobnost, že {\displaystyle X} nabývá hodnoty {\displaystyle x_{i}}.
Pro spojité náhodné veličiny na reálných číslech lze psát
{\displaystyle \mu _{k}^{\prime }=\int _{-\infty }^{\infty }x^{k}f(x)\operatorname {d} x},
kde {\displaystyle f(x)} je hustota rozdělení dané veličiny.
První obecný moment se nazývá střední hodnota a označuje se symbolem {\displaystyle \mu }.

## Výběrový obecný moment
Výběrový obecný moment je definován vzorcem
{\displaystyle m_{k}^{\prime }={\frac {1}{n}}\sum _{i=1}^{n}x_{i}^{k}}
První výběrový obecný moment se nazývá výběrový průměr a označuje se symbolem {\displaystyle {\overline {x}}}.